# Cosmo Duff-Gordon
Cosmo Edmund Duff-Gordon, 5.º baronet, DL (22 de julio de 1862-20 de abril de 1931), fue un terrateniente y deportista escocés, conocido por la polémica que suscitó su aparente conducta en el naufragio del RMS Titanic.

## Biografía
Hijo del honorable Cosmo Lewis Duff-Gordon y de Anna Maria Antrobus, él fue el 5.º baronet de Halkin (título proveniente de una licencia real concedida a su tío abuelo en 1813, en reconocimiento a sus servicios a la Corona durante la Guerra de la Independencia Española).
En 1900, Duff-Gordon se casó con la famosa diseñadora londinense "Madame Lucile" (nacida como Lucy Christiana Sutherland, en ese entonces Señora James Stuart Wallace). El matrimonio resultó ser polémico en una sociedad estrictamente victoriana dado que Lucile era una mujer divorciada y tenía una hermana, Elinor Glyn, que escribía literatura erótica.
Duff-Gordon que era avezado esgrimista representó a Gran Bretaña en los Juegos Olímpicos de Verano de 1906, ganando la medalla de plata en el evento de espada. 
También participó en autodefensa formándose con el campeón suizo Armand Cherpillod en el Bartitsu Club en el barrio londinense de Soho. Fue comisario y magistrado en su natal Kincardineshire, cerca de Aberdeen, donde se encontraba la ancestral casa de campo de su familia, Maryculter.

### El hundimiento delTitanic
Duff-Gordon es conocido por las circunstancias en las que sobrevivió al hundimiento del RMS Titanic, en 1912, junto a su esposa y la secretaria de ésta, Laura Mabel Francatelli. 
En 1912, Lucile decidió viajar a Estados Unidos a abrir una nueva sede de su salón de modas, reservando, junto a su esposo, un pasaje de primera clase bajo los nombres falsos de Señor y Señora Morgan, posiblemente para evitar la publicidad al desembarcar en Nueva York. La secretaria de Lucile, Laura Mabel Francatelli, llamada "Franks", acompañaba a la pareja. 
El 14 de abril, a las 11:40 p. m., el Titanic chocó contra un iceberg y comenzó a hundirse.
Los tres personajes consiguieron subir al bote salvavidas n.º 1 con 12 personas aunque tenía capacidad para 40.
Las críticas tras la catástrofe sugirieron que él abordó sobornando a miembros de la tripulación logrando acceso al bote en violación de la política de «mujeres y niños primero», y que además el bote no regresó para rescatar a los que luchaban en el agua y que su oferta de cinco libras a cada uno de los miembros de la tripulación del bote pudo considerarse como un soborno para mantuviera su distancia de los que seguían en el agua.
Los Duff-Gordon en ese momento (y la secretaria de su esposa lo escribió también entonces, pero no se descubrió hasta 2007), declararon que no hubo mujeres y niños esperando a bordo en las cercanías del lanzamiento del bote y se ha confirmado que ese bote salvavidas estaba casi vacío y que el primer oficial, William McMaster Murdoch, estuvo aparentemente de acuerdo en ofrecerle a Duff-Gordon, su esposa y su secretaria un lugar (solo para llenarlo), después de que preguntaran si podían subir. 
Duff-Gordon negó en un interrogatorio exhaustivo que su proposición de dinero a la tripulación del bote salvavidas representase un soborno, y la investigación sobre el desastre de la Junta Británica de Comercio aceptó su negativa al respecto, pero quedó tachado en el colectivo como el "cobarde del Titanic".
No obstante, Duff Gordon reconoció en privado ante una investigación de Scotland Yard que sí había entregado dinero, pero que era una donación caritativa, una propina, y no un soborno, no fue sancionado.

## Fallecimiento
Según su sobrino nieto, Duff-Gordon, pasó el resto de su vida retirado o "bastante recluido" y murió el 20 de abril de 1931 por causas naturales.